# カトリーナ (骸骨の貴婦人)

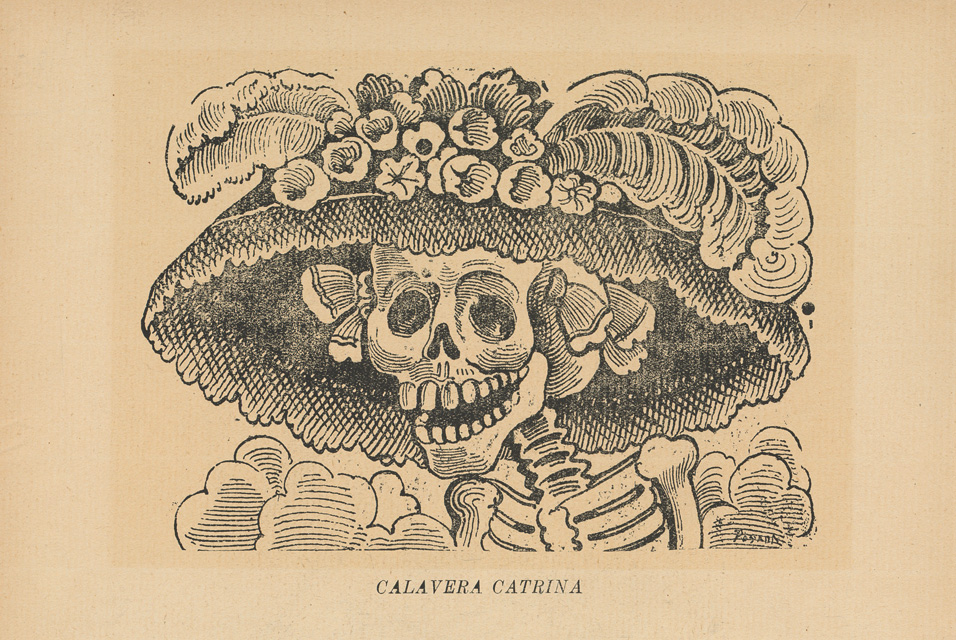
カトリーナ（骸骨の貴婦人）

カトリーナ（Catrina）は、メキシコの版画家、風刺画家であるホセ・グアダルーペ・ポサダによって描かれた骸骨の貴婦人像である。亜鉛板に鉄筆で直彫りするエッチング手法がとられている。死者の日の象徴となっており、パレードではカトリーナに扮する人が多く見られる。

## カトリーナ誕生の背景
ポサダは、生前にどれだけ富や権力を手に入れても、死後の世界では無意味だというメッセージを込め、骸骨をモチーフに社会風刺を行っていた。カトリーナも当時の政治体制を風刺する意味合いが強い。この絵の当初の題名であるラ・カラベラ・ガルバンセラ（La Calavera Garbancera）は、ポルフィリオ・ディアス大統領（1830 - 1915）の長期政権下で、メキシコの文化を捨て、ヨーロッパの美学を取り入れようとした上流階級の女性を揶揄するものであったとも言われている。ディアスは、メキシコの近代化と財政の安定をもたらしたことで賞賛されているが、同時に汚職や弾圧で知られ、ヨーロッパの物質主義や文化に明らかに執着していたことも事実であった。

## ディエゴ・リベラによる『アラメダ公園の日曜の午後の夢』

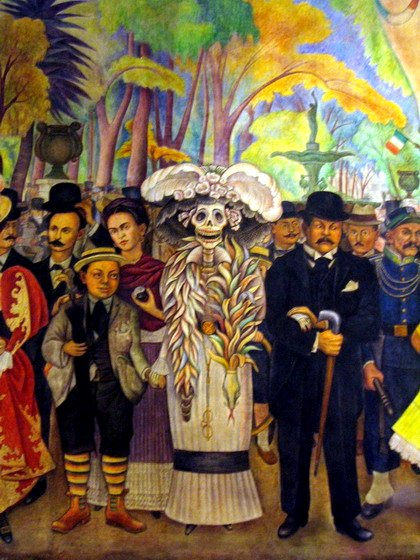
『アラメダ公園の日曜の午後の夢』に描かれたカトリーナ

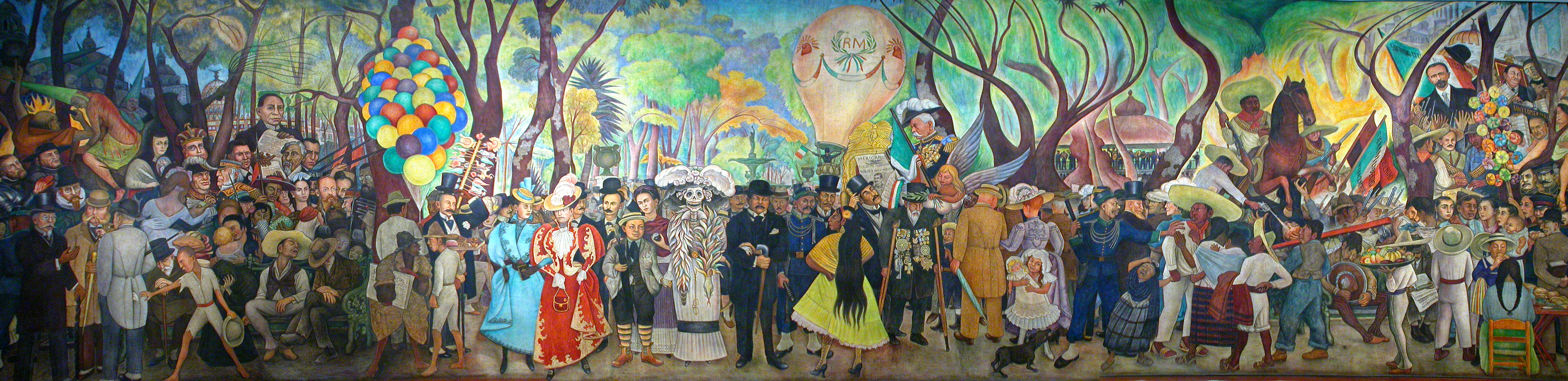
『アラメダ公園の日曜の午後の夢』

カトリーナの根本的なイメージを作り上げたのはポサダだが、彼女の知名度と人気は、メキシコの画家ディエゴ・リベラが 1947 年に完成させた壁画Sueño de una Tarde Dominical en la Alameda Central （『アラメダ公園の日曜の午後の夢』）に由来する。
『アラメダ公園の日曜の午後の夢』は 1946 年から 1947 年にかけて制作された大型作品で、高さは 4.8 m、幅は 15 mにもなる。現在はメキシコ・シティの中心街にあり、アラメダ公園の一角に位置する、ディエゴ・リベラ壁画館にて展示されている。元々は公園そばのホテルを飾っていたが、その建物が 1985 年の大地震で倒壊した際に市民の協力のもと運び出され、あとからその収容を目的として建設された現在の壁画館に移された。
この壁画には、作者であるリベラ、その妻でありメキシコを代表する画家フリーダ・カーロ、カトリーナの作者であるポサダをはじめ、過去400年のメキシコ史における主要人物が公園に集う様子が描かれている。そしてその中央にカトリーナは位置している。羽や花があしらわれたつばの広い帽子をかぶった骸骨という点は、ポサダのオリジナルの版画と変わらないが、その全身像と服装は今作で初めて描かれた。豪華な帽子と合う貴族女性の典型的な装いとなっている。

## カトリーナの仮装
仮装としても人気を誇り、死者の日には白くフェイスペイントをしてカトリーナに扮する人々が多く見られる。

Day of the Dead, circa 2014.
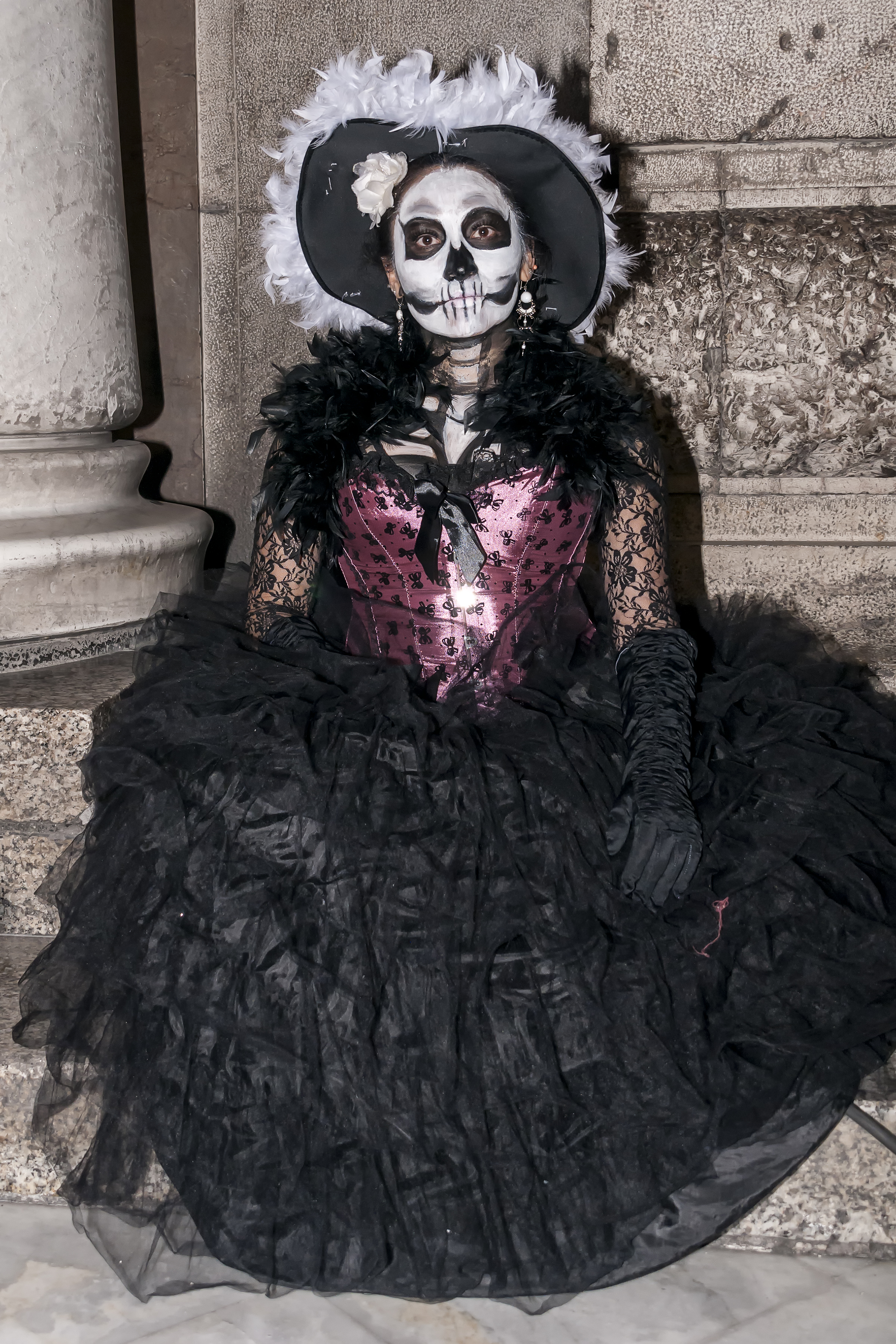
カトリーナに扮した女性
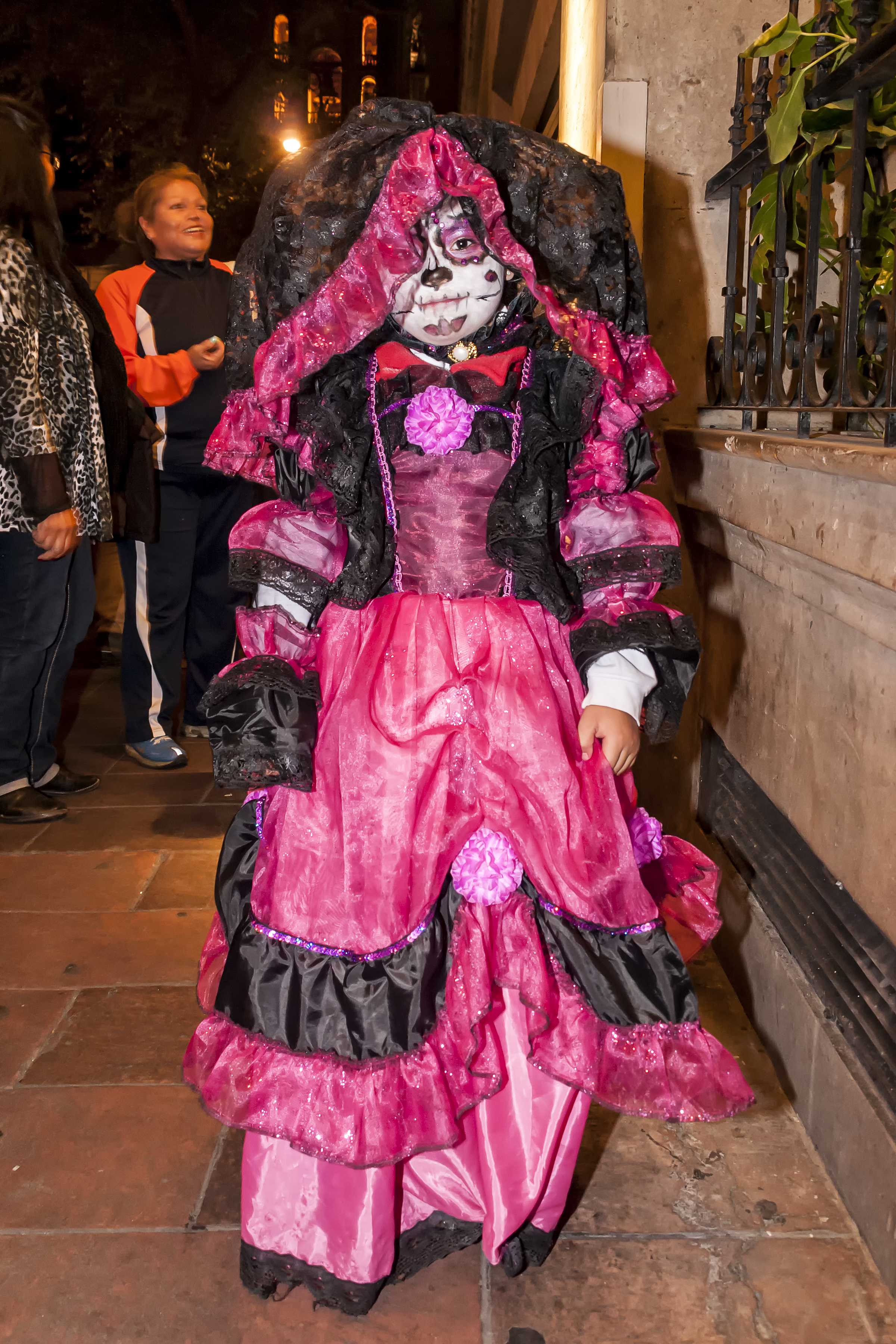
カトリーナに扮した少女
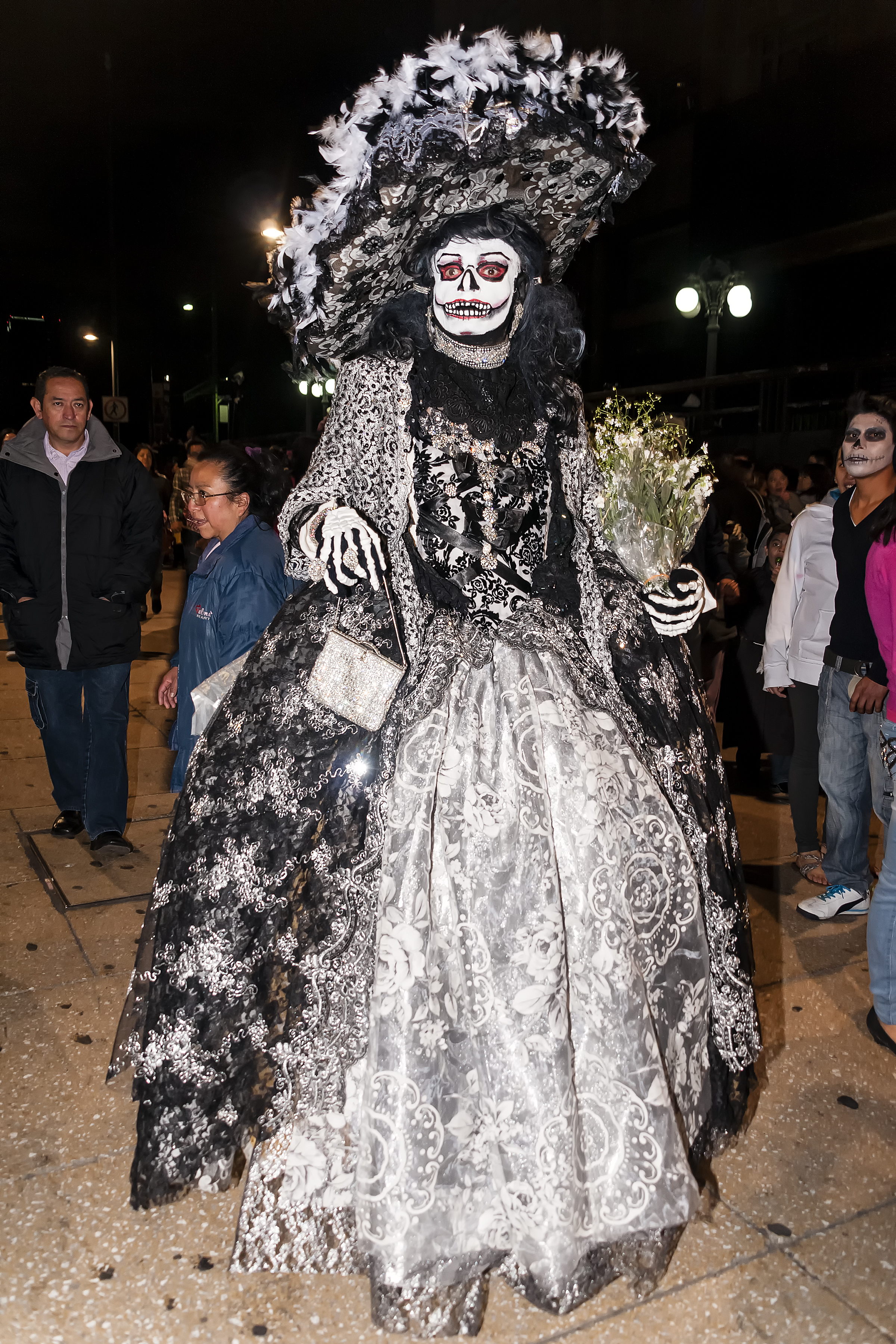
カトリーナ
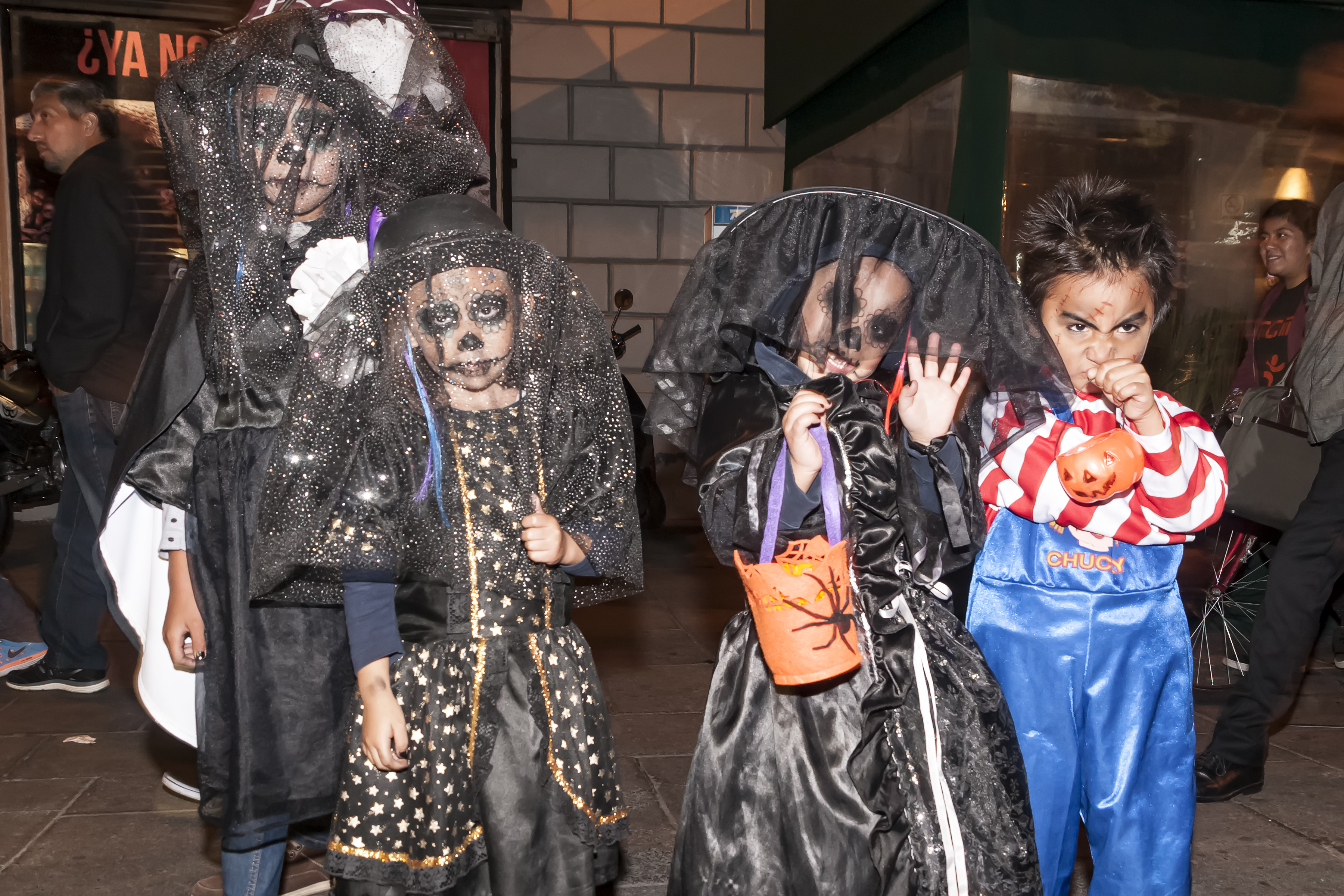
カトリーナに扮した 3 人の子供
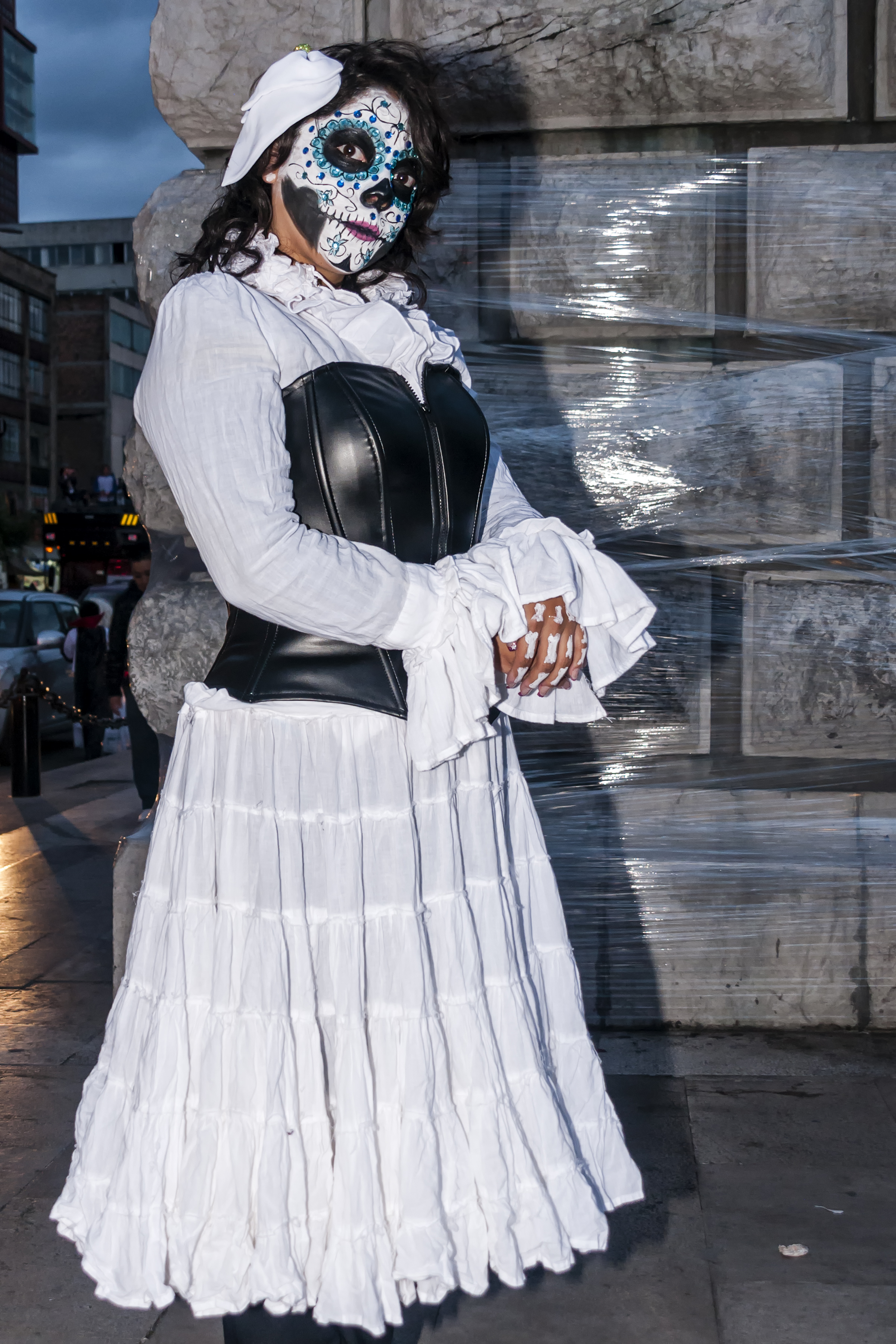
カトリーナに扮した女性